# (11016) Borisov
(11016) Borisov es un asteroide perteneciente al cinturón de asteroides, descubierto el 16 de septiembre de 1982 por la astrónoma soviética Liudmila Chernyj desde el Observatorio Astrofísico de Crimea.

## Designación y nombre
Designado provisionalmente como 1982 SG12. Fue nombrado Borisov en honor al escritor ruso Vladímir Aleksándrovich Borísov.